# Zwitserland op het Eurovisiesongfestival 1959
Zwitserland nam deel aan het Eurovisiesongfestival 1959 in Cannes, Frankrijk. Het was de 4de deelname van het land op het Eurovisiesongfestival. SRG SSR was verantwoordelijk voor de Zwitserse bijdrage voor de editie van 1959.

## Concours Eurovision 1959
De drie artiesten die meededen aan de nationale finale waren Jo Roland (deed in 1956 en 1957 ook al mee)  Mathé Altéry (deed voor Frankrijk mee aan het allereerste Songfestival) en Christa Williams. Deze laatste won de nationale preselectie met het lied Irgendwoher. Op het Eurovisiesongfestival 1959 zou Williams 4de worden met 14 punten.
| Nr. | Artiest                      | Lied                                                |
| --- | ---------------------------- | --------------------------------------------------- |
| 1   | Jo Roland                    | Ein kleines schiff in einer alten branntweinflasche |
| 2   | Mathé Altéry                 | Marie toi, Marie, Marie toi                         |
| 3   | Christa Williams             | Irgendwoher                                         |
| 4   | Jo Roland                    | Adieu Madeleine                                     |
| 5   | Christa Williams & Jo Roland | Die spieldose                                       |
| 6   | Mathé Altéry                 | Fallait pas faire ça                                |
| 7   | Christs Williams             | Mit küssen fängt die liebe an                       |
| 8   | Jo Roland                    | Sire, le roi                                        |
| 9   | Jo Roland & Christa Williams | Mein kleines lied                                   |

1956 · 1957 · 1958 · 1959 · 1960 · 1961 · 1962 · 1963 · 1964 · 1965 · 1966 · 1967 · 1968 · 1969 · 1970 · 1971 · 1972 · 1973 · 1974 · 1975 · 1976 · 1977 · 1978 · 1979 · 1980 · 1981 · 1982 · 1983 · 1984 · 1985 · 1986 · 1987 · 1988 · 1989 · 1990 · 1991 · 1992 · 1993 · 1994 · 1995 · 1996 · 1997 · 1998 · 1999 · 2000 · 2001 · 2002 · 2003 · 2004 · 2005 · 2006 · 2007 · 2008 · 2009 · 2010 · 2011 · 2012 · 2013 · 2014 · 2015 · 2016 · 2017 · 2018 · 2019 · 2020 · 2021 · 2022 · 2023 · 2024 · 2025